# Reimar Hane
Reimar Hane, talvolta Hahn (... – dopo il 1328), fu Gran Maestro dell'Ordine di Livonia, in carica dal 1324 al 1328.

## Biografia
Hahn proveniva da Meclemburgo e i suoi antenati erano vassalli danesi. Alcuni dei suoi parenti emigrarono nell'Estonia settentrionale nel 1318. Egli aveva già aderito all'Ordine livoniano: nel 1310, era infatti commendatore di Kuldīga e nel 1314-1316 di Paide. Ricoprì sempre la stessa carica nel 1323 presso Võnnu.
Nel 1324, Reimar Hane divenne il nuovo Landmeister di Livonia, subentrando a Konrad Kesselhut, il quale aveva ricoperto per due anni quel ruolo in vece di Gerhard von Jork. Ricoprì l'incarico per quattro anni: lasciò poi l'incarico per motivi di salute.
Durante il suo mandato, l'Ordine Teutonico, non rispettando il divieto imposto dalla Santa Sede, riprese la guerra con Gediminas. Il Granduca di Lituania aveva nel frattempo migliorato la sua posizione alleandosi con Ladislao I, Re di Polonia il quale, temendo il potere dello Stato monastico dei cavalieri teutonici, siglò l'alleanza con il matrimonio di suo figlio Casimiro III con Aldona Ona, figlia di Gediminas. I pagani lituani riconquistarono molti territori, arrivando fino alle porte di Riga, dopo aver distrutto tutte le chiese e i monasteri e massacrato sistematicamente preti e fedeli.
Dopo la rinuncia alla carica nel 1328, non si ha più notizia di Hane, presumibilmente morto in quegli anni.